# Beatrix Balogh
Beatrix Balogh (Kaposvár, 12 de dezembro de 1974) é uma ex-handebolista profissional e treinadora húngara, medalhista olímpica.
Beatrix Balogh fez parte dos elencos medalha de prata, em Sydney 2000, com 5 partidas e 28 gols.